# Somerford (Cheshire)
Pour les articles homonymes, voir Somerford.
Somerford est une localité anglaise située dans le comté de Cheshire.